# Psaenythia monstruosa
Psaenythia monstruosa är en biart som beskrevs av Holmberg 1921. Psaenythia monstruosa ingår i släktet Psaenythia och familjen grävbin. Inga underarter finns listade i Catalogue of Life.